# هنر پست‌مدرن
هنر پست‌مدرن یا هنر پسامدرن بدنه جنبش هنریی است که به دنبال تناقضِ برخی از جنبه‌های مدرنیسم پدید آمده یا توسعه یافته‌است. همچنین هنر پسانوگرا به مجموعه پیچیده‌ای از واکنش‌هایی مربوط می‌شود که در قبال فلسفه مدرن و پیش فرض‌های آن صورت گرفته‌اند، بدون آن که در اصول عقاید اساسی کمترین توافقی بین آن‌ها وجود داشته باشد. به‌طور کلی، جنبش‌هایی همچون چیدمان، هنر مفهومی و چندرسانه‌ای به ویژه مربوط به ویدئو به عنوان پست مدرن توضیح داده شده‌اند.

## ویژگی‌های هنر پسانوگرا
ویژگی‌های مختلفی وجود دارد که پست مدرن بودنِ یک هنر را بما نشان می‌دهد. استفاده از واژه‌های برجسته به عنوان عنصر مرکزی هنری، کلاژ (چسبانه‌کاری)، ساده گرایی(مینیمالیسم)، تخصیص، هنر اجرا، بازیافتِ سبک‌ها و تم‌های گذشته در یک بستر مدرن امروزی، همچنین مانع گسست میان هنرهای زیبا و هنرهای برجسته و کم فرهنگی و فرهنگ عامه است.

## پیشینه پست مدرن
پیش تر از این در اروپا و در دنیای انگلیسی زبان، مدت‌ها پیش از آنکه اصطلاح پست مدرن رایج گردد، بسیاری از این قرابت‌ها یا پیوندهای انتخابی در مخالفت رو به رو شد با نظریه شناخت ناظر به‌طور سطحی و اجمالی مطرح شده بودند. در فلسفه انگلیسی این مفهوم در شکل مخالفت جان دیویی با پوزیتیویسم، توصیف مجدد کاربست علمی توسط کوهن و تأکید ویتگنشتاین بر ماهیت بازی زبانی بازنمایی و مطرح شد. پس از آن در انتقاداتی که از سلار تا دیویدسن و کواین بر اسطوره امر مسلم وارد شده‌است؛ در ظهور معرفت‌شناسی طبیعی وابستگی توصیفات مربوط می‌گردد، مطرح شده‌است.
در اروپا بسیاری از این قرابت‌ها با تشابهات گزینشیِ پست مدرن، صراحتاَ چارچوب پسا ساختارگرایی مطرح شدند؛ گرچه در حملات هایدگر علیه بقایا و رسوبات اندیشه‌های دکارتی هوسرل آثار و نشانه‌هایی به چشم می‌خورد ولی در موارد و نمونه‌های زیر نیز می‌توان به برخی از این قرابت‌های پست مدرنی برخورد کرد. از جمله در نفی توصیفات زیربنایی در مفهوم هوسرلی آن؛ حمله سوسور و ساخت گرایی علیه پیوستگی موضع استعلایی در برابر سوژهٔ خود شفاف (سوژه‌ای که معنی آن روشن است)، ساخت گشایی یا شالوده شکنی متافیزیک حضور دریدا، توصیف مجدد فوکو از معرفت یا دانش، تقارب و همگرایی بین ساخت گرایان اجتماعی فرانسوی و انگلیسی، حملات علیه زبان شرایط کمکی، و بالاخره مداخلات متعدد لیوتار علیه روایت‌های کلان، بسیاری از قرابت‌های پست مدرن در چالش‌های جهانی علیه فلسفه اخلاقی آنگونه که در غرب چه در فلسفه آلمان و فرانسه و چه در آثار السدیرمک اینتایر، برنارد ویلیامز، مارتا نوسبام و دیگران فهم شده‌است، به چشم می‌خورد.
نیروی انتقادات پست مدرن را شاید به بهترین وجه بتوان در برخی چالش‌های نظریه فمینیستی مثلاً در آثار جودیت باتلر و هلن سیکسوس و به‌طور عام در نظریه جنسیت مشاهده نمود. زیرا درنظریه جنسیت مفهوم عقل به تنهایی به عنوان مفهومی باز توصیف شده‌است که غالباً گفته می‌شود مفهومی است تکثیر شده، پدرسالارانه، انسان ترسانه، قویا ارادی و اختیاری.

## فلسفه پست مدرن
| |  |  |
| همنشینی قدیم و جدید، به ویژه با در نظر داشتن سبک‌های دوره‌های گذشته و قراردهی آن‌ها در هنر مدرن در خارج از بستر اصلی خود، از مشخصه‌های مشترک هنر پست مدرن است. |  |  |

فلسفه پست مدرن اساساً به معارضه با شالوده گرایی مورد اعتقاد مشترک فلاسفه برجسته قرون شانزده، هفده و هجدهم میلادی می‌پردازد و آن‌ها را همان پیش فرض‌هایی می‌داند که باید مردود شناخته شده و کنار گذارده شوند، به عقیده نیچه، هایدگر، فوکو و ژاک دریدا قدمت این قبیل پیش فرض‌های مردود به قدمت متافیزیک بوده و تجسم عینی آن را به بهترین وجه شاید بتوان در دیدگاه افلاطون مشاهده کرد.
ژان- فرانسوا لیوتار حتی از این هم فراتر و فلسفه پست مدرن را مقدم بر فلسفه مدرن می‌داند، به این معنا که پیش فرض‌های فلسفه مدرنیسم از مشربی نشات می‌گیرند که عقاید بیان نشده پیشینی آن پست مدرن محسوب می‌شوند؛ لذا فلسفه پست مدرن را با توجه به آنچه گفته شد در بهترین وجه به مثابه مفهوم خوشهٔ پیچیده‌ای تلقی می‌شود که شامل عناصر زیر است
دیدگاهی ضد (یا پسا) معرفت شناختی، موضعی ضد ماهیت گرایی؛ ضدیت با واقع گرایی؛ ضدیت با شالوده گرایی؛ مخالفت با برهان‌های استعلایی و مواضع استعلایی، نفی تصویر موجود از شناخت به مثابه بازنمایی دقیق، نفی حقیقت به مثابه متناظر یا مطابق با واقعیت، نفی نظریه توصیفات کلی، نفی واژگان نهایی، یعنی نفی اصول، قواعد، تمایزات و مقولاتی که بی هیچ قید و شراطی برای تمامی زمان‌ها، اشخاص و مکان‌ها الزام‌آور و قطعی تلقی می‌شوند و نوعی سوء ظن یا بدگمانی نسبت به فرا روایت‌ها به ویژه فراروایت‌هایی که شاید بهترین تجسم آن را بتوان در ماتریالیسم دیالکتیک یافت.
فلسفه پست مدرن همچنین توصیف و طرح ویژگی‌های این صورت غذای (منو) جریانات معارض در شکل نسبیت گرایی، شکاکیت یانیهیلیسم را نیز رد می‌کند. همین‌طور رؤیای سنتی نظام تثبیتی کامل، یکه و بسته‌ای را که اساساً از سوی جریانات معارض دو قطبی (دوگانه) تغذیه می‌شود، رد می‌کند. علاوه بر این مضامین زیر را نیز غالباً می‌توان در اندیشه پست مدرن یافت: انتقاد از بی‌طرفی و استقلال عقل، من‌جمله تأکید بر ماهیت یا سرشت تاریخی، قوم مدارانه و قویا تقسیم‌بندی شده آن؛ مفهوم ساخت اجتماعی تصاویر دنیای واژگانی؛ گرایش به قبول تاریخ گرایی انتقاد از هرگونه تعارض یا تخالف غایی بین معرفت‌شناسی و جامعه‌شناسی شناخت؛ از هم گسیختگی سوژه مستقل با تأکید بر جایگاه صرفاً تاریخی تقسیم کار در فرایند تحصیل و تولید شناخت، و نوعی دوگانگی دربارهٔ روشنگری و ایدئولوژی آن.

## هنر پست مدرن
نقاشی نیز چون مجسمه‌سازی، ابزاری سنتی است که نمی‌تواند با پست مدرنیسم هماهنگ شود. به واقع، آنچه در نقاشی پست مدرن می‌گذرد، مدرنیسم متاخر در لباس مبدل است. نقاشی پست مدرن، تا آن جا که اصولاً بتوان موجودیتی برای آن قائل شد، پیامد مفهوم گرایی، هنر پاپ و نو اکسپرسیونیسم است. با این حال در یک جنبه اساسی با آن‌ها تفاوت دارد. در این‌جا نقاشی شبیه متنی ساختارشکن عمل می‌کند که پر شده از مفهوم، همواره عاری از هر چیزی است که برگزینیم مگر از طریق مشارکتی آزاد توسط پیش دانسته‌های مان تجربه‌اش کنیم.
چگونه نقاشی این سان تهی از محتوا شد؟ پاسخ این است که ابزارهای سنتی، چون تمثیل و کنایه، نیازمند فرهنگی مشترکند و این در عصر پست مدرن به سختی امکان‌پذیر است. زیرا بر خلاف مفهوم دهکده جهانی تمدن ما اینک بیش از هر زمان دیگری قطعه قطعه شده‌است. به علاوه ساختارشکنی مرگ هنرمند و موضوع اثر را به عنوان ردپاهای بی فایدهٔ او مانیسم اعلان می‌کند. بدین سان معنی را پوچ و بی‌اثر می‌داند. بحث کردن و پی بردن به مفاد باب روز شده و شناساندن اصول نخستین هر دوی آن‌ها غیرضروری است و خارج از موضوع است.
شاید بزرگترین تحول در جهان پست مدر، ن سیاست جدید درهای باز باشد؛ و این تنها گرایش به ناسازگاری موجد خویش نیست. بلکه تأیید نوینی بر حقوق اقلیتها و دیگری بودن است. جنبش زنان نمونه بارزی از جنبش‌های فراوان پست۰ مدرن است که در دهه شصت به وجود آمد تا قدرت سیاسی شناخته شده‌ای در دهه هفتاد باشد. اما هیچ جنبشی به تنهایی معرف این تحول فراگیر نمی‌باشد. اگر دهکده جهانی این بیداری را پدیدآورده است که افراد متعلق به اقلیت‌های به هم وابسته باشند، به رسمیت شناختن تفاوت‌ها آغاز شده‌است و در بافت مرکزی شهرها یک باور زندگی کن و بگذار زندگی کند سایه افکنده‌است و این تا زمانی است که کسی کارش را از دست ندهد.
همچنین اینک برخورد گسترده‌تری با تضاد میان جهان بینیهای متفاوت وجود دارد. باور مدرنیسم در هسته اش اغلب انحصار گرا بوده و می‌کوشید کثرت گرایی مذاق فرهنگ‌های ناپیوسته را در یک حساسیت و دیدگاه خاص نسبت به تاریخ بگنجاند. دست پرورده‌های نمادین آن اینها هستند: کارخانه، خیابان ششم نیویورک، موزه هنر مدرن، کارخانه فورد، تاریخ مستقیم الخط هنر مدرن از امپرسیونیسم تا اکسپرسیونیسم انتزاعی، فلسفه واقع بینی و فلسفه مثبت گرایی منطقی و بالاتر از همه تأکید بر رشد مداوم اقتصاد به هر بهایی که باشد. در نهایت مدرنیسم باور امروزی شدن بود و این اعتقاد تا آن جا ادامه یافت که آرمان فاستوس را بهترین مغزها و کسانی که قدرت بیشتری داشتند، به‌طور جدی دنبال نمودند.

## دادائیسم

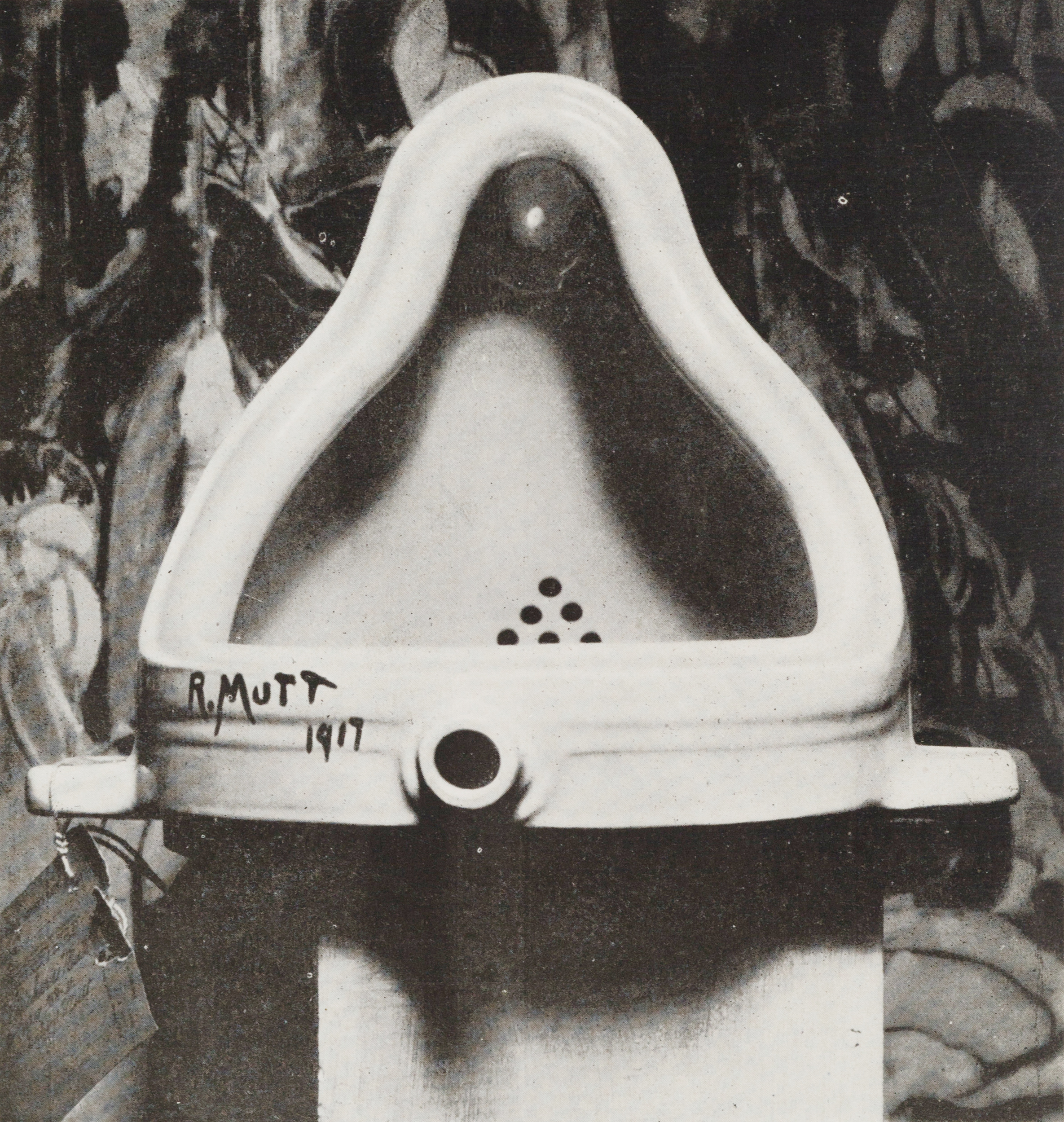
مارسل دوشان، چشمه (دوشان), ۱۹۱۷. عکس از آلفرد اشتایگلیتس

در اوایل قرن بیستم، مارسل دوشان شاشگاهی را به عنوان یک مجسمه به نمایش گذاشت. نظر او این بود که مردم را ترغیب کند تا توالت سرپایی را یک اثر هنری ببینند. چرا که او می‌گفت: آن یک اثر هنری است. این اثر یکی از آثاری است که دوشان آن‌ها را حاضرآماده‌ها (به انگلیسی: Readymades) می‌نامید. چشمه (دوشان)، شاشگاهی امضا شده با نام مستعار R.Mutt بود که در سال ۱۹۱۷ دنیای هنر را شوکه کرده بود. این اثر در هنر قرن بیستم یک نقطه عطف محسوب می‌گردد و یکی از آثار شاخص هنر مفهومی شناخته می‌شود.

### مینیمالیسم

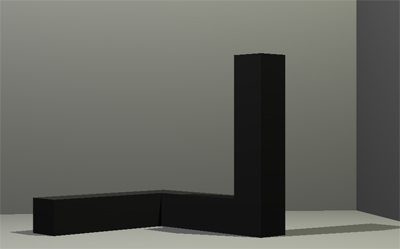
تونی اسمیت، Free Ride, ۱۹۶۲, ۶'۸ x ۶'۸ x ۶'8 (the height of a standard US door opening), موزه هنر مدرن، ایالت نیویورک

در اوایل ۱۹۶۰ مینیمالیسم به عنوان یک جنبش در هنر انتزاعی (با ریشه در انتزاع هندسی با مالویچ، باوهاوس و پیت موندریان) ایدهٔ رابطه و نقاشی موضوعی را رد کرد. هال فاستر در مقاله‌ای با نام چلیپای مینیمالیسم استدلال می‌کند که مینیمالیسم «بن‌بست» مدرنیسم نیست، بلکه تغییر پارادایم به سمتِ شیوه‌های پست مدرن است.